# Robert Schulte-Hemming
Robert Schulte-Hemming (* 1957 in Marl) ist ein deutscher Komponist.

## Leben
Robert Schulte-Hemming studierte mit dem Hauptfach Trompete in Hamburg Musik. Gemeinsam mit dem Komponisten Jens Langbein betreibt er in Hamburg ein eigenes Musikstudio, wobei sie auch häufig miteinander komponieren, unter anderem bei den Fernsehserien girl friends – Freundschaft mit Herz und Der Bergdoktor und Fernsehfilmen wie Schlaflos in Schwabing und Wohin der Weg mich führt.

## Filmografie (Auswahl)
- 1994: Das Phantom – Die Jagd nach Dagobert
- 1994: Polizeiruf 110: Samstags, wenn Krieg ist
- 1995–2007: girl friends – Freundschaft mit Herz (Fernsehserie, 68 Folgen)
- 1996–2000: Männer sind was Wunderbares (Fernsehreihe)
- 1999: No Sex
- 2000: Scharf aufs Leben
- ab 2001: Ein starkes Team (Fernsehserie)
  - 2001:  Verraten und verkauft
  - 2002:  Träume und Lügen
  - 2003:  Blutsbande
  - 2004:  Der Verdacht
  - 2004:  Sicherheitsstufe 1
  - 2006:  Sippenhaft
  - 2006:  Dunkle Schatten
  - 2006:  Gier
  - 2007:  Unter Wölfen
  - 2018:  Tödlicher Seitensprung
  - 2019:  Erntedank
  - 2019:  Tödliche Seilschaften
  - 2021:  Gute Besserung
  - 2021:  Sterben auf Probe
  - 2023:  Kurierfahrt in den Tod
  - 2024:  Tod einer Pflegerin
- 2001: Utta Danella – Der blaue Vogel
- 2002: Barbara Wood (Folge: Spiel des Schicksals), Co-Komponist: Jens Langbein
- 2002: Tödliches Vertrauen
- 2003: Königskinder
- 2004: Derrick – Die Pflicht ruft!
- 2004: Der Wunschbaum
- 2006: Eine Robbe zum Verlieben
- ab 2006: Tatort (Fernsehreihe)
  - 2006:  Revanche
  - 2006:  Nachtwanderer
  - 2010:  Heimwärts
  - 2010:  Die Unsichtbare
  - 2011:  Nasse Sachen
  - 2012:  Scherbenhaufen
  - 2012:  Todesschütze
  - 2014:  Der Maulwurf
  - 2022:  Das Verhör
  - 2023:  Gold
- 2007: Eine Robbe und das große Glück
- 2007: Ich heirate meine Frau
- 2007: Sehnsucht nach Rimini
- 2008–2016: Der Bergdoktor (Fernsehserie, 94 Folgen)
- 2008: Mordkommission Istanbul (Fernsehserie, 1 Folge)
- 2008: Utta Danella – Wenn Träume fliegen
- 2009: Ein geheimnisvoller Sommer
- 2009–2012: Das Duo (Fernsehserie)
  - 2009:  Wölfe und Lämmer
  - 2012:  Tote lügen besser
- 2011: Die Schäferin
- 2012: Polizeiruf 110: Raubvögel
- 2012: Schlaflos in Schwabing
- 2012: Wohin der Weg mich führt
- 2013: Utta Danella – Sturm am Ehehimmel
- 2013: Einmal Bauernhof und zurück
- 2013: Harry nervt
- 2014: Für immer ein Mörder – Der Fall Ritter
- 2014: In gefährlicher Nähe
- 2016: Böse Wetter – Das Geheimnis der Vergangenheit
- 2018–2022: Der Ranger – Paradies Heimat (Fernsehreihe)
  - 2018: Wolfsspuren
  - 2018: Vaterliebe
  - 2020: Entscheidungen
  - 2020: Zeit der Wahrheit
  - 2021: Junge Liebe
  - 2021: Sturm
  - 2022: Himmelhoch
  - 2022: Zusammenhalt
- 2019: Katie Fforde – Wachgeküsst
- 2022: Der Feind meines Feindes (Fernsehfilm)
- 2022: Der Tod kommt nach Venedig (Fernsehfilm)
- 2024: Wunderland – Vom Kindheitstraum zum Welterfolg